# عطيل (مسرحية)

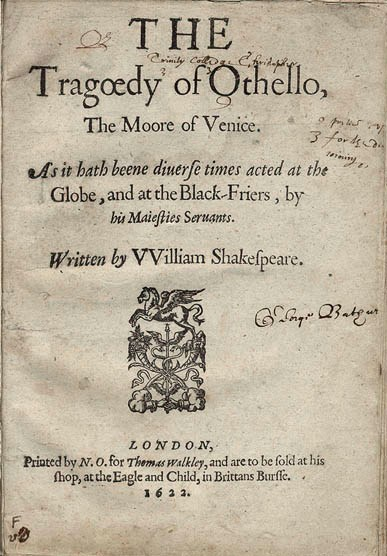
مسرحية عطيل في البندقية للكاتب المسرحي وليم شكسبير

عُطيل (بالإنجليزية: Othello) هي مسرحية تراجيدية مؤلفة من خمسة فصول للكاتب الإنكليزي شكسبير. تتحدث المسرحية عن مواضيع متعددة، وتركز بشكل أهم عن الصراع بين الخير المتمثل بشخصية عُطيل، والشر متمثلاً بشخصية ياغو، إضافة إلى مواضيع أخرى مثل الغيرة والخيانة وغيرها، وقد نقلها إلى اللغة العربية الشاعر خليل مطران.
يُعتقد أن هذه المسرحية كتبت في سنة 1603م وبأنها مستوحاة من قصة قمر الزمان ومعشوقته في حكايات ألف ليلة وليلة. نشرت هذه المسرحية لأول مرة في عام 1565م.
تدور أحداث المسرحية في البداية في مدينة البندقية الإيطالية حيث تدور مواجهة بحرية مع الأسطول التركي في الجهة الشرقية من البحر الأبيض المتوسط قرب جزيرة قبرص، فيتم الاستنجاد بالقائد الفذ عُطيل ذي الخبرة العسكرية لإنهاء هذا التوتر، يقوم عُطيل بالتجهز والسفر مع جيشه لتنتقل أحداث المسرحية إلى جزيرة قبرص.
ركز شكسبير في هذه المسرحية على الأحداث الدرامية، حيث نرى تغيرا واضحا في شخصية عُطيل بسبب الإشاعات الصادرة من ياغو حامل الراية تدفعه للجنون والبحث عن حل لمواجهة والتحقق مما سمع.
تقدم شخصية عُطيل بنحو إيجابي على الرغم من اختلاف عرقه عن سكان المنطقة التي تحدث فيها مجريات المسرحية. يعتبر هذا التجسيد للشخصية كأمر غير مألوف في الأدب الانكليزي في زمن الكاتب المسرحي وليم شكسبير حيث جرت العادة على تمثيل الشعوب غير الأوروبية كشعوب ذات مستوى أقل.

## شخصيات المسرحية

### الشخصيات الرئيسية

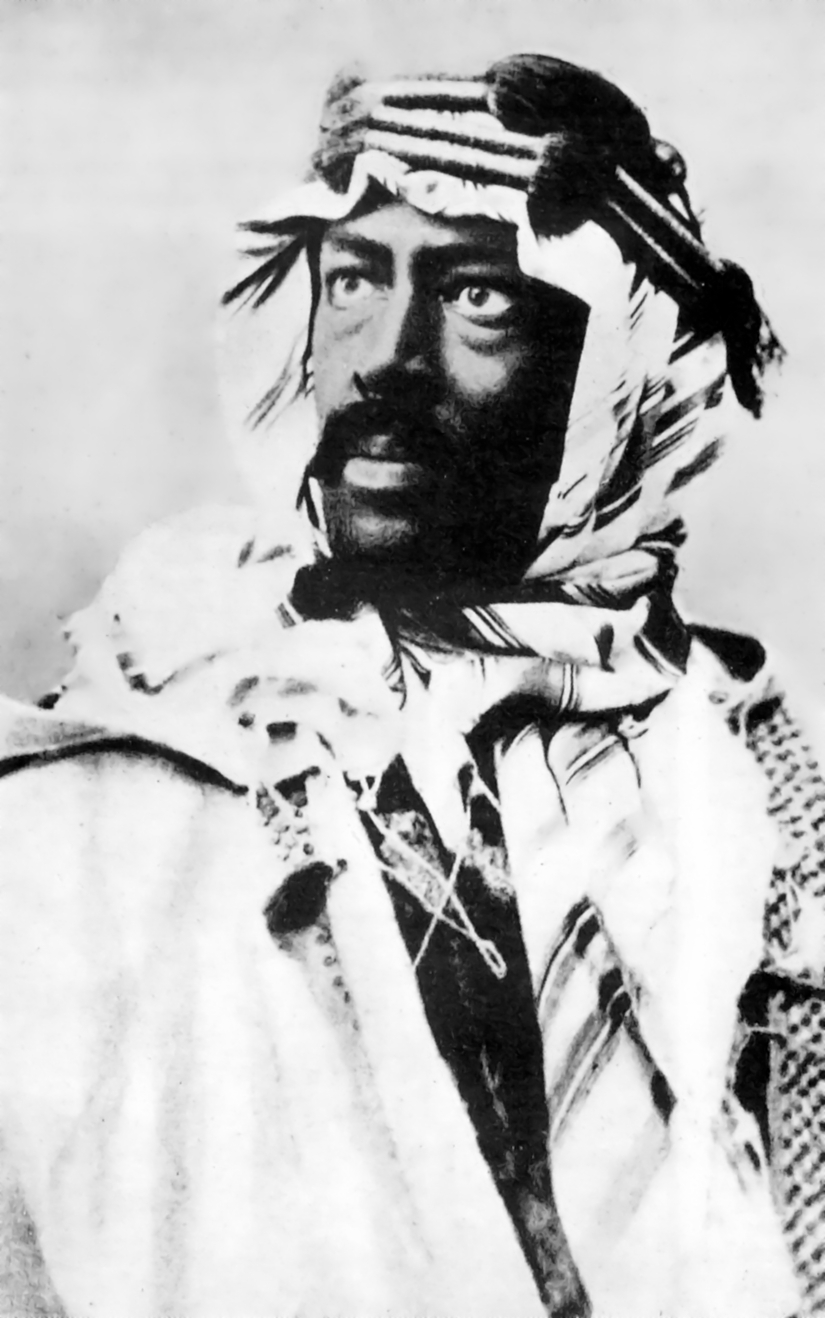
صورة تجسد شخصية عُطيل المغربي

- عُطيل: مغربي نبيل في خدمة البندقية والشخصية الممثلة للخير.
- ديدمونة: زوجة عُطيل وابنة عضو في مجلس شيوخ مدينة البندقية.
- كاسيو: ملازم في جيش عُطيل وصديقه المقرب.
- ياغو: حامل الراية في جيش عُطيل، والشخصية الممثلة للشر في المسرحية.
- إميليا: زوجة ياغو ومرافقة ديدمونة في القصر.
- رودريغو: من نبلاء مدينة البندقية، واقع في حب ديدمونة.

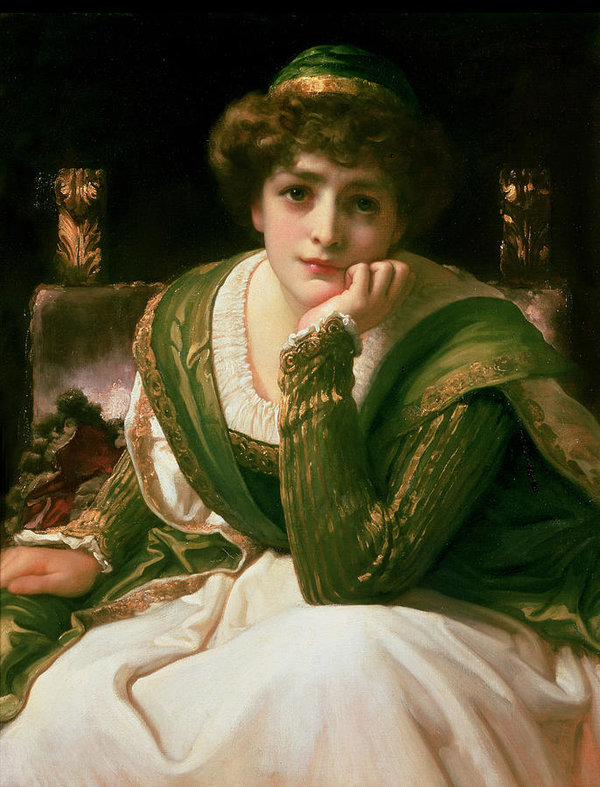
الحسناء ديدمونة زوجة عُطيل

### الشخصيات الثانوية
- برابانتيو: عضو مجلس الشيوخ (سيناتور)، والد ديدمونة.
- مونتانو: حاكم قبرص قبل عُطيل.
- غراتيانو: أخو براباتانيو، عم ديدمونة.
- لوديفيكو: صديق مقرب من برابانتيو.
- مهرج من خدم عُطيل
- بيانكا: معشوقة كاسيو.
- خدم، بحارة، ضباط، سادة.

## فصول المسرحية

### الفصل الأول

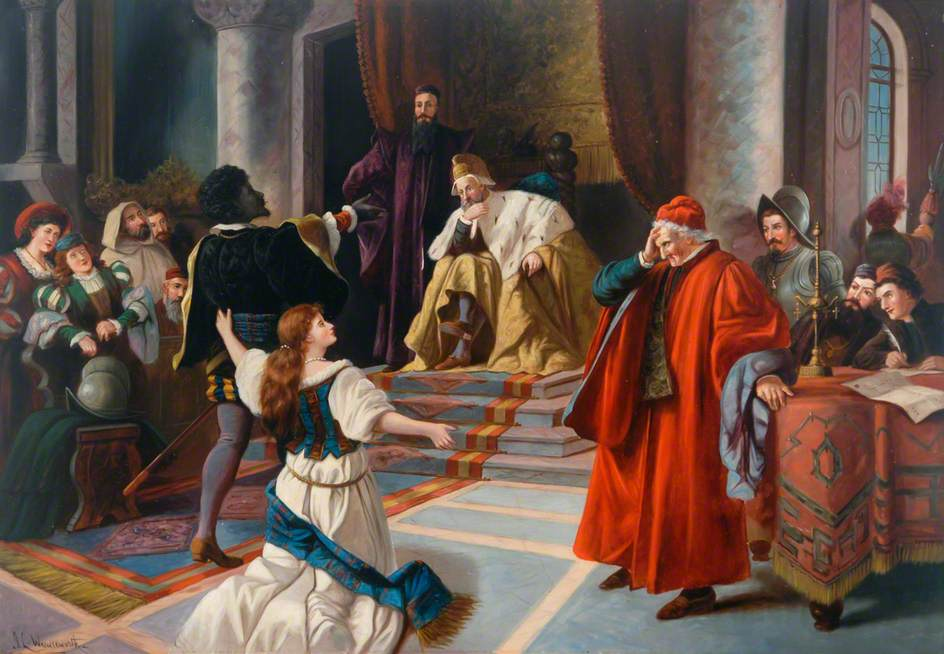
إشهار العلاقة العاطفية بين عُطيل وديدمونة أمام دوق البندقية وأعضاء مجلس الشيوخ

في المشهد الأول يشتكي روديريغو -وهو رجل ثري- لصديقه ياغو –حامل الراية- من أنه لم يخبره عن الزواج الذي يتم بين ديدمونة ابنة السيناتور وعُطيل الجنرال المغرب في جيش البندقية. السبب الذي جعل رودريغو يستاء هو أنه واقع في حب ديدمونة وكان قد طلب يدها للزواج من والدها السيناتور برابانتيو ولكنه أجيب بالرفض. سبب كره ياغو لعُطيل هو تفضيل عُطيل للملازم كاسيو ومنحه رتبة أعلى من ياغو حيث يعتبر ياغو نفسه جندياً أعلى قدراً من كاسيو، يقوم ياغو بإخبار رودريغو أنه يخطط لاستغلال عُطيل لصالحه، فيقوم بإقناع رودريغو بإيقاظ برابانتيو والد ديدمونة وإخباره عن فرار ابنته ثم إقناعه بمواجهة عُطيل. في هذه الأثناء يقوم ياغو بالتسلل بعيدًا ليجد عُطيل ويحذره من أن برابانتيو قادم من أجله. برابانتيو الغاضب بسبب إثارة رودريغو له يحشد حراسه ويذهب إلى منزل عُطيل لمواجهته ليتفاجأ بأن منزل عُطيل ممتلئ بحراس دوق البندقية اللذين يمنعون حدوث أي قتال.
يتم استدعاء عُطيل إلى مجلس الشيوخ لتقديم المشورة بسبب وصول أخبار إلى البندقية تفيد بأن الأتراك يخططون للهجوم على جزيرة قبرص. فلم يكن لدى برابانتيو أي خيار سوى مرافقة عُطيل إلى مقر الدوق وهناك يقوم برابانتيو باتهام عُطيل بإغواء ديدمونة باستخدام السحر. يدافع عُطيل عن نفسه أمام دوق البندقية وأقرباء برابانتيو لودوفيكو وغراتيانو ومختلف أعضاء مجلس الشيوخ. تشرح ديدمونة بأنها قد أحبت عُطيل وأعجبت به عندما كان يأتي إلى والدها ليقص عليه بعض المغامرات التي عاشها في صغره، مضيفة أنها أحبته نظرا للمخاطر التي مر بها ومبينة له أنها ترى وجه «عُطيل» في عقله ولا تهتم بالمظاهر. وقد تبين أن «عُطيل» بادلها نفس الشعور لأنها أعجبت بتلك المخاطر التي كانت السبب في حبها له على الرغم من كونه فقيرا وغير وسيم وتفضيله على سائر معجبيها ولا يعود هذا الإعجاب لأي مكيدة أو سحر.
بمجرد أن تؤكد ديدمونة أنها تحب عُطيل يوافق مجلس الشيوخ على تبرئته ثم يقوم برابانتيو مكرهاً بعقد قران عُطيل مع محبوبته ديدمونة ثم يغادر قائلاً إن ديدمونة ستخون عُطيل: «اسهر يا مغربي إذا كانت لك عينان ترى بهما، إنها خدعت أباها وقد تخدعك أيضاً» (الفصل الأول، المشهد الثالث).

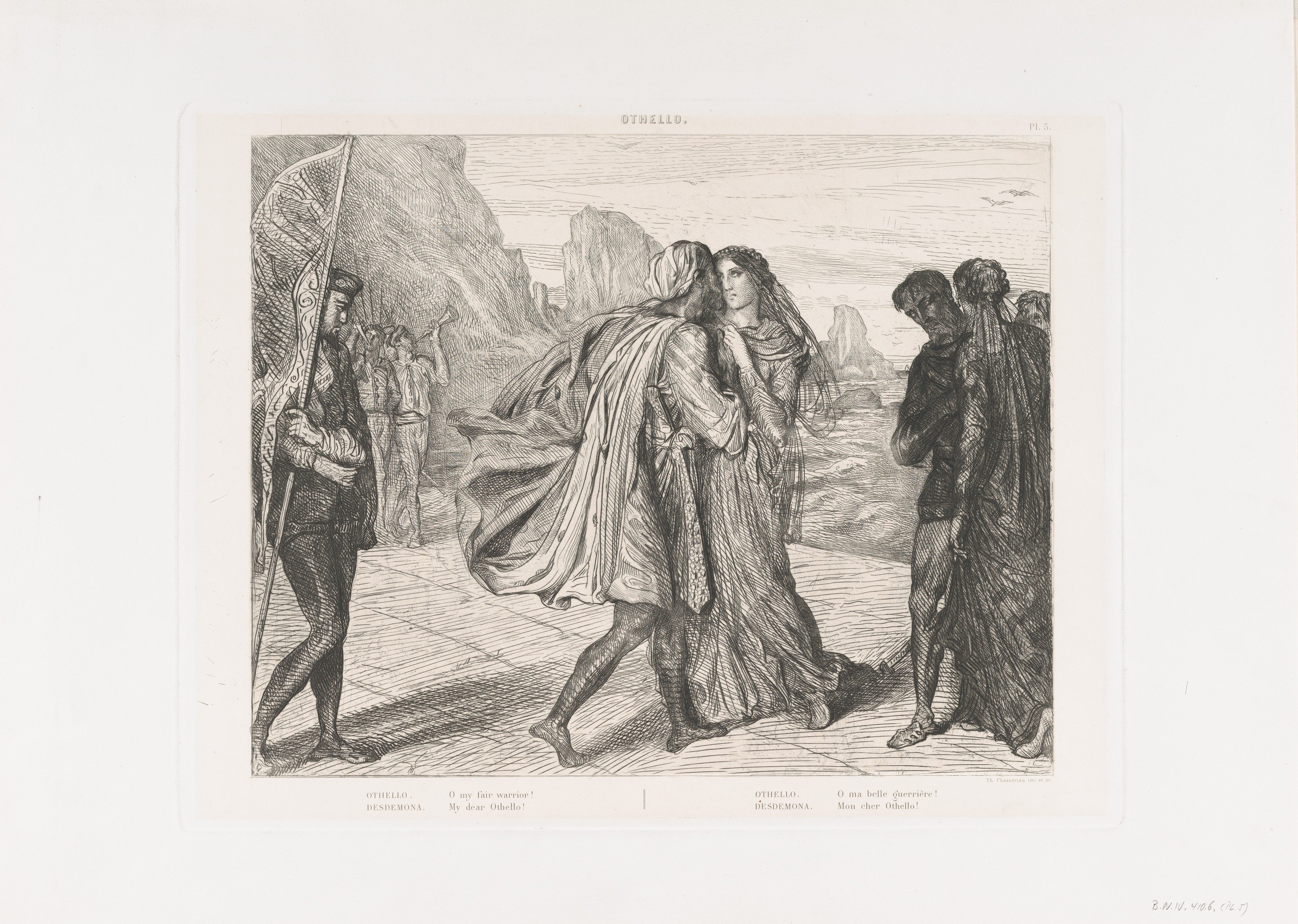
مغادرة عُطيل مدينة البندقية لقيادة جيوش البندقية ضد الأتراك الغزاة في جزيرة قبرص

يغادر عُطيل مدينة البندقية لقيادة جيوش البندقية ضد الأتراك الغزاة في جزيرة قبرص بأمر من الدوق برفقة زوجته الجديدة وملازمه الجديد كاسيو ورفيقه ياغو وزوجته إميليا كمرافقة لديدمونة.

### الفصل الثاني
يصل الجيش إلى قبرص ليجد أن العاصفة دمرت الأسطول التركي. لذلك يقوم عُطيل بإقامة احتفال بانتصاره على الأتراك ولكنه يغادر الحفل لقضاء الليلة مع زوجته ديدمونة. أثناء غيابه يقوم ياغو بإقناع كاسيو بالشرب حتى يوصله إلى حد الثمالة ثم يقوم بإشعال فتنة بين رودريغو وكاسيو مؤديةً إلى شجار عنيف، يحاول مونتانو تهدئة كاسيو الغاضب والثمل وهذا يؤدي بهم إلى قتال بعضهم البعض حيث يقوم ياغو خلسةً بطعن مونتانو في الشجار.
جراء الضجيج الناتج عن الشجار يخرج عُطيل إلى ساحة الحفل ويسأل الرجال عما حدث. وبعد استجوابه للمتخاصمين يلقي باللوم على كاسيو في الشجار ويجرده من رتبته ويعود السبب في ذلك إلى ياغو، ولشدة حزن كاسيو يقوم بالطلب من ديدمونة لإقناع زوجها بالعدول عن رأيه.

### الفصل الثالث
يتمكن ياغو من إدخال الشك في قلب عُطيل عن طريق إيهامه بوجود علاقة ودية ما بين كاسيو وديدمونة زوجة عُطيل ويصبح الموقف حرجاً عندما تسقط ديدمونة منديلها – أول هدية منحها إياها عُطيل – حيث يطلب ياغو من زوجته إميليا إحضار المنديل فتقوم بفعل ذلك غير مدركة لما يخطط القيام به من عمل شرير. يعد المشهد الثالث بمثابة نقطة تحول في المسرحية حيث إنه المشهد الذي يزرع فيه ياغو وبنجاح بذور الشك والغيرة في قلب المسكين عُطيل حيث يتعهد عُطيل بقتل ديدمونة وكاسيو وهنا يكون ياغو قد حتم مصير عُطيل في المسرحية.

### الفصل الرابع
لإتمام خطته يقوم ياغو بوضع المنديل في منزل كاسيو وبعدها يخبر عُطيل بذلك ويثبت له وجود علاقة بين كاسيو وديدمونة عن طريق استجوابه بمكر على مسمع عُطيل، حيث يقوم ياغو بسؤال كاسيو عن علاقته ببيانكا ولكن يقوم بهمس اسمها في أذنه حتى لا يستطيع عُطيل الاستماع، نتيجة لذلك يمتلئ قلب عُطيل بالغضب والحقد حيث يعتقد بأن الرجلين يتحدثان عن ديدمونة. في وقت لاحق تقوم بيانكا باتهام كاسيو بأنه على علاقة بامرأة أخرى حيث أنه منحها منديل مستعمل من قبل حبيبة ثانية، يقنع ياغو عُطيل بأن كاسيو استلم المنديل من ديدمونة.
نتيجة للمؤامرة التي حاكها ياغو، يعزم عُطيل على قتل كاسيو بسبب الغضب وكما يمضي في جعل حياة ديدمونة تعيسة لدرجة أنه يقوم بضربها أمام النبلاء من مدينة البندقية. في هذه الأثناء يشكو روديريغو من أنه لم يتلق أي نتائج من ياغو مقابل أمواله وجهوده للفوز بديدمونة لكن ياغو يقنعه بقتل كاسيو.

### الفصل الخامس

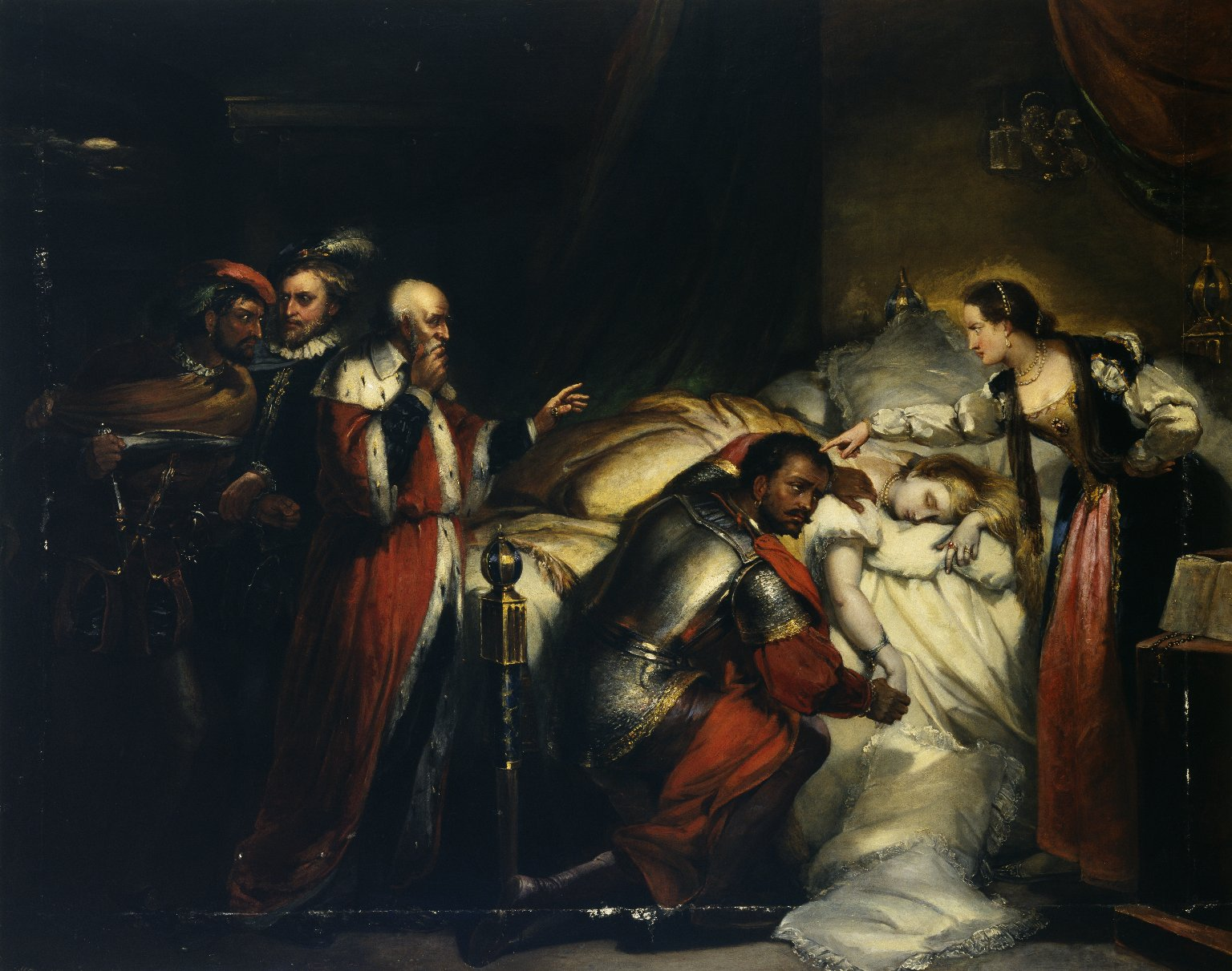
رسم يبين ندم عُطيل بعد خنقه لديدمونة

يقوم رودريغو بمهاجمة كاسيو في الطريق بعد مغادرته لمسكن بيانكا نتيجة لتلاعب ياغو به. خلال المشاجرة يصاب كلا من كاسيو ورودريغو وأثناء المشاحنة العنيفة يقوم ياغو خلسة من كاسيو بجرح ساقه بشدة في الظلام ثم يقوم بالاختفاء، نتيجة صرخات كاسيو بطلب المساعدة يقوم لودوفيغو وغراتيانو بالقدوم لمساعدته حينها ينضم ياغو إليهم، وعندما يقوم كاسيو بكشف هوية رودريغو وعلمه بأنه من أحد المهاجمين، يقوم ياغو بقتل رودريغو حفاظاً على هويته.
يقوم عُطيل بمواجهة ديدمونة بخيانتها وهي تدافع عن نفسها إزاء هذه الادعاءات الباطلة عندما يتهمها زوجها بوجود علاقة غرامية مع كاسيو، بعد أن باءت محاولات ديدمونة بالفشل لدفاعها عن نفسها وتبرئة اسمها من الاتهام الموجه لها يقوم عُطيل بخنقها في فراشهم حتى الموت. عند وصول المخلصة ايميليا -مرافقة ديدمونة- لتجد ديدمونة ملقاة على الفراش دون حركة فتهرع لطلب المساعدة ولكن بعد فوات الأوان، في هذه الأثناء يصل الحاكم السابق مونتانو مع غرانتانو وياغو وعندما يبرر عُطيل قتله لزوجته خنقاً بسبب المنديل، عندها تفصح ايميليا لعُطيل عن المكيدة التي صنعها ياغو والتي هي بنفسها قد شاركت بها دون علمها ويقوم عُطيل بقتلها الذي بدوره يدرك براءة ديدمونة متأخراً فيقوم بطعن ياغو ولكنه لا يتسبب بمقتله ويقول بأن ياغو شيطان وبأنه يفضل أن يعيش بقية حياته في ألم. يرفض ياغو شرح دوافعه الخبيثة التي أدت إلى هذه النهاية المأساوية ويتعهد بالتزام الصمت منذ تلك اللحظة، يدرك في النهاية لودفيغو أن كلاً من ياغو وعُطيل يتحملان مسؤولية قتل رودويغو وايميليا وديدمونة ولكن عُطيل يقوم بالانتحار جراء ما اقترفت يداه من شناعة في قتل محبوبته. نتيجة لذلك يعين لودفيغو كاسيو خليفة لعُطيل ويحثه على معاقبة ياغو بالعدل ويستنكر من تصرفات ياغو الشريرة وينصرف ليخبر الأخرين بما حدث.

## تعليق على المسرحية
تعتبر هذه المسرحية ضمن مآسي شكسبير الكبرى والتي حظيت باهتمام كبير عند القراء لأنها تمثل نموذجا معاصرا للحياة الإنسانية فالحب والغيرة والعاطفة من سمات المجتمع والتي صورها شكسبير في هذه المسرحية.
فعُطيل عند شكسبير يمثل نموذجا من نماذج المحب الغيور وما تفعله عاطفة الغيرة من مشاكل قد تكون كبيرة أحيانا كما كانت في هذه المسرحية والتي انتهت بمقتل ديدمونة على يد عُطيل. وبالتالي فإن سمة العمل المسرحي تكمن في تصوير نتائج عاطفة الغيرة.
والصراع الرئيسي في هذه المأساة يكمن بين ياغو ذلك الشخص السيئ الشرير من جهة وبين عُطيل وديدمونة اللذان لا يعرفان شيئا عن الشر واللذان وقعا ضحية طيبهما.

## تحليل شخصيات المسرحية
إذا انتقلنا إلى تحليل سريع للشخصيات الرئيسية نجد بأن عُطيل شخص بسيط جدا طيب في صفاته شديد الثقة بالآخرين حيث وضع ثقته المطلقة في أمانة ياغو كما أنه شخص محب ورومانسي إلى أبعد الحدود ولكنه يتحول إلى قاتل مجرم بسبب هيجان عاطفته وقد أكد آ. سي. برادلي في تحليله لمسرحية عُطيل أن عُطيل لم يكن قاتلا ولا غيورا إلا بسبب أفعال ياغو كما إنه ينتقد فكرة سهولة خداع عُطيل ببساطة من قبل حامل العلم فعُطيل القائد العسكري المحنك من الصعب أن ينخدع بسهولة من قبل إنسان كياغو.
أما ديدمونة فتمثل الطهارة والطيبة عن شكسبير فهي شخصية بسيطة عاشقة رومانسية وهي في نفس الوقت مسلوبة القوة ولا واقي لها لمجابهة الظلم إلا التحمل الكبير والتسامح المطلق والتي هي من شيم الحب وهذا هو سر حبها المطلق لعُطيل ذلك الرجل الزنجي فهي لا تعرف عبارات مثل العبد والحر والبربري والأسود لا تعرف إلا الحب والبراءة.

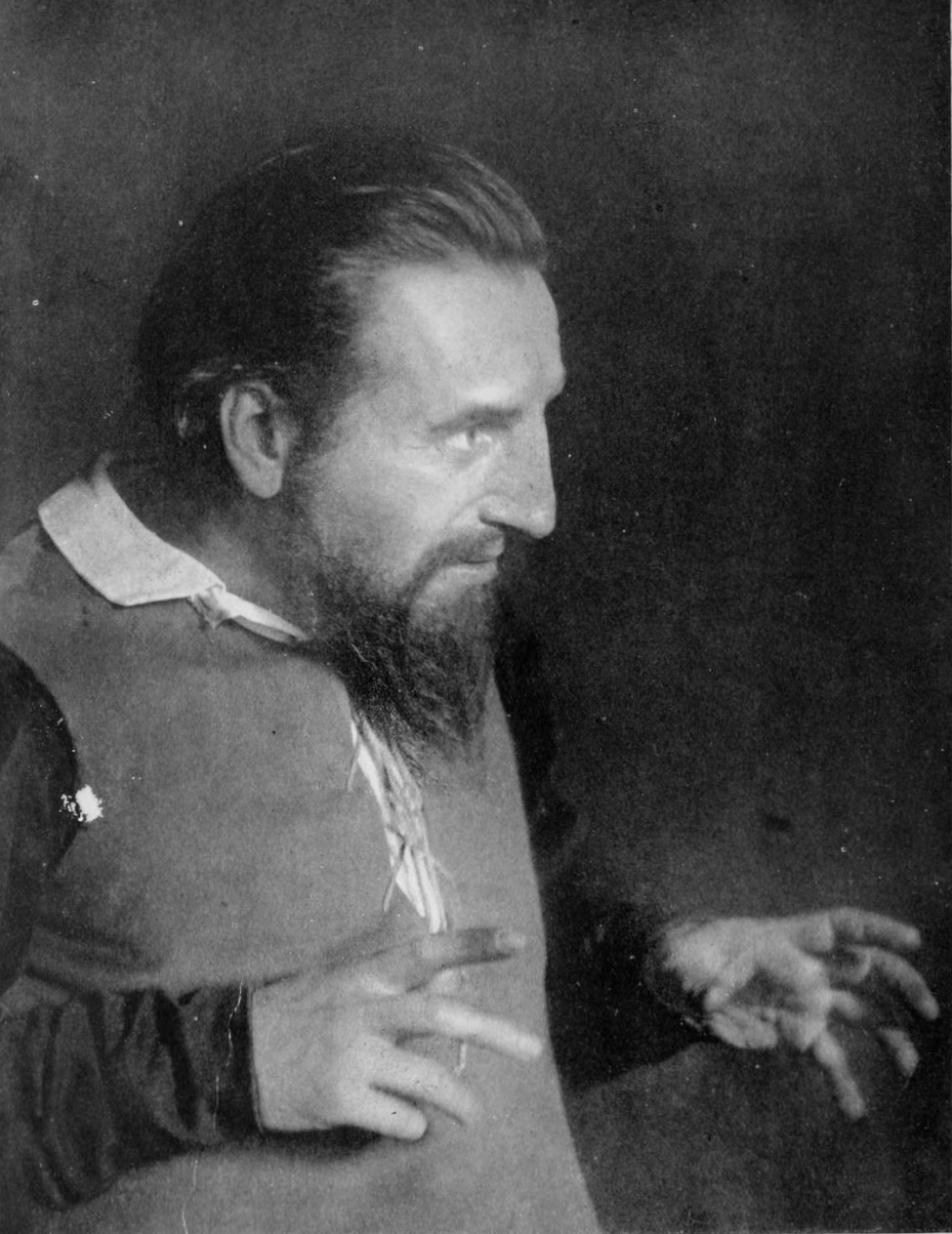
صورة تجسد شخصية ياغو المتمثلة بالخبث والدهاء

اما ياغو فهو من أهم الشخصيات المسرحية. شخصية ياغو كما رسمها شكسبير تبين لنا رجلاً في منتهى الخبث والدهاء، وكان جشعاً حقوداً مجبولاً على حب الانتقام لأتفه الأسباب. حيث كان شكسبير من أوائل المؤلفين الذين ركزوا على شخصية الشرير الذي يزداد سخط الناس عليه، في الوقت الذي يزداد إعجابهم بالبطل. كان ياغو يفهم كل طباع الشخصيات التي من حوله ويدرك ما فيهم من نقاط الضعف فيستغلها أبشع استغلال لتحقيق أهدافه الدنيئة، وهذا سر نجاحه بما قام به ولكنه لم يستطع أن يفهم شخصية زوجته «إميليا».
قال بعض النقاد الذين حللوا شخصيته إنه كان يحب ديدمونة حباً خفياً ولذلك حقد على عُطيل فحطم حياته ولكن نقاداً آخرين عارضوا هذا الرأي وقالوا لو كان قد أحب ديدمونة لركز خبثه ودهائه في التخلص من عُطيل والإبقاء على حياة من أحبها كما قال نقاد آخرون أنه كان مصاباً بالمرض المسمى السَّادية وهو التلذذ بتعذيب المرأة التي يحبها وتشد الرغبة في تعذيبها إذ لم تبادله حباً بحب وهذا يبرر مسلك ياغو حينما كان يشاهد عُطيل وهو يقتل ديدمونة.
أما كاسيو الذي تسلم زمام الأمور، بعد موت عُطيل فهو شاب طيب معجب بشخصية عُطيل، ومخلص له، وأما إيميليا فهي زوجة الشرير ياغو، ولكنها ليست شريرة مثله. وكانت على جانب غير قليل من الذكاء ولكنها لا تعرف الخبث لأنها طيبة القلب كانت تحب ديدمونة وتخلص لها كل الإخلاص ولو أنها عن غير قصد اشتركت في المكيدة التي دبرها ياغو التي انتهت بمقتل ديدمونة وقد لعبت إميليا دوراً رئيسياً في إثبات وإقناع عُطيل ببراءة ديدمونة بعد موتها.
أما رودريغو أحب ديدمونة قبل أن يحبها عُطيل، ولكنها صدته بحزم. أصابته الغيرة عندما علم بأن ديدمونة فرّت من بيت أبيها لكي تتزوج من عُطيل وحقد على عُطيل حقداً عارماً. وجمع الحقد المشترك بين كل من ياغو ورودريغو واستغل ياغو الفرصة بدناءته فصار يبتز أموال رودريغو فأصبح ألعوبة بيد ياغو وكان كلاً منهما يحتقر الآخر وقد أعطى شكسبير بشخصية رودريغو مثلاً لبعض الرجال الذين تدفعهم الغيرة العمياء إلى الإتيان بأعمال يندمون عليها فيما بعد.

## المصادر

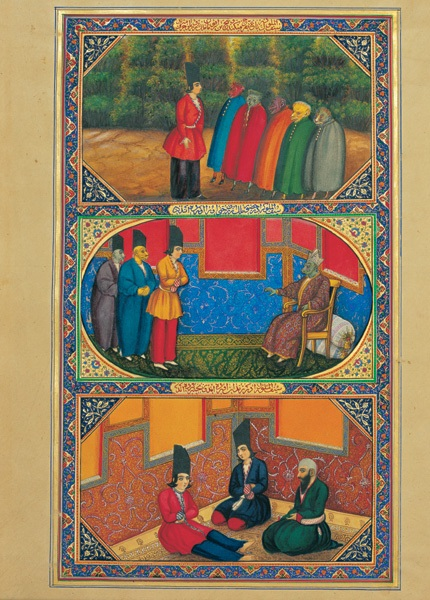
كتاب ألف ليلة وليلة

## المواضيع

### الغيرة

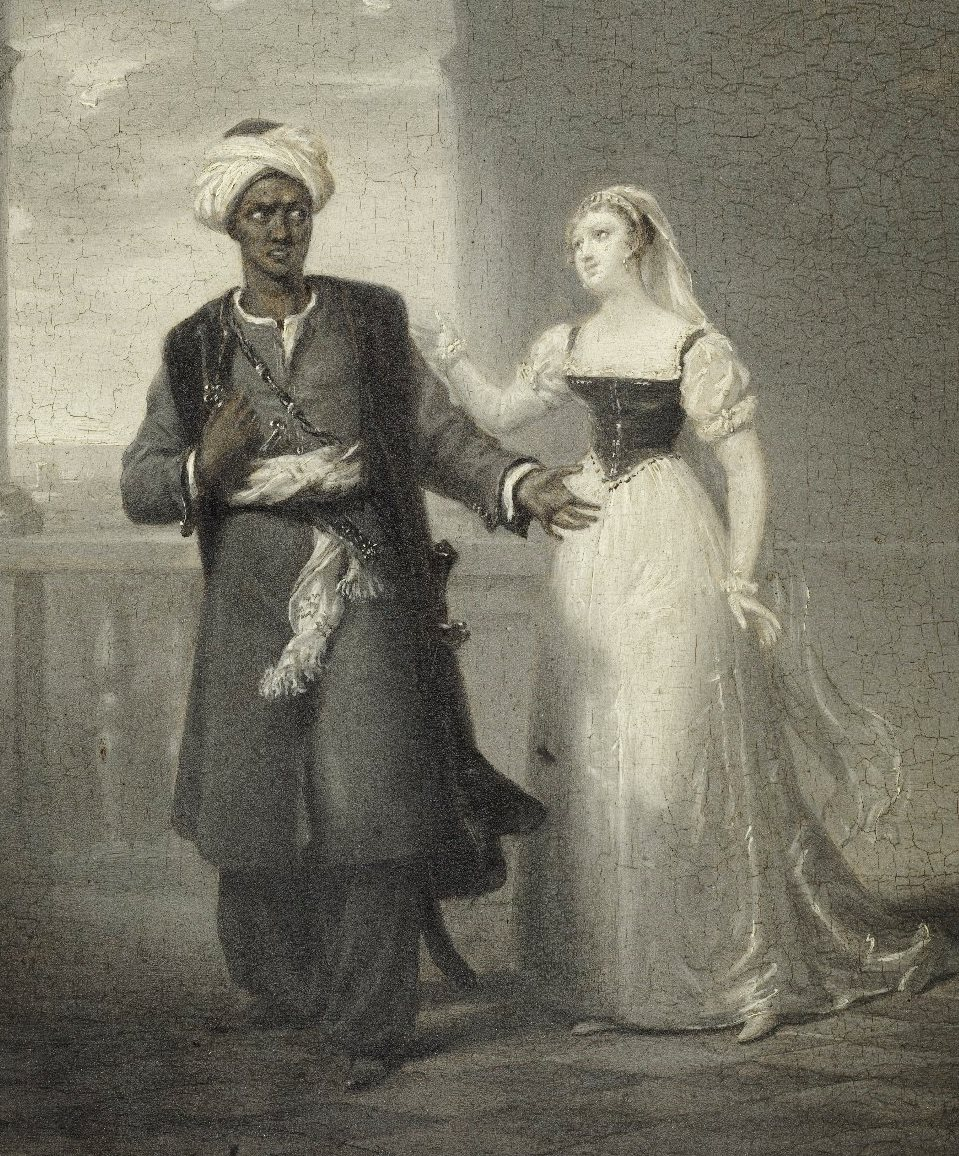
استياء عُطيل من زوجته بسبب الغيرة

اشتهرت شخصية عُطيل في الأدب المسرحي بأنها تجمع العديد من المواضيع ولكنها تركز بشكل أكبر على شعور الغيرة القاتلة التي تسيطر على شخصية عُطيل خلال المسرحية فقد قام شكسبير بإبراز عُطيل في البداية بصورة بطولية محبوبة تحمل صفات مثيرة للإعجاب، فهو البطل الذي قام بإنقاذ قبرص وإعادتها إلى السيطرة بذكاء. ولكن بوجود شخصية شريرة مثل ياغو تمثل مشاعر البغض والكراهية والحقد من نجاح الأخرين وتسعى دوماً إلى إشعال الفتن وتدمير العلاقات، فقد استطاع بنجاح باهر إدخال الشك والغيرة في قلب عُطيل ويبرز ذلك بشكل واضح في المشهد الذي يقوم فيه ياغو بإظهار مدى قوة العلاقة بين ديدمونة وكاسيو وعندها تشتعل الغيرة بشكل كبير في قلب عُطيل وتؤثر بشكل واضح على قراراته وعلاقته مع ديدمونة والتي تنتهي بمقتل ديدمونة على يدي عُطيل وانتحاره.
يظهر شكسبير من خلال هذه المسرحية فكرة «البطل المأساوي» وهو شخصية محورية نبيلة لها قدر مأساوي، أو خلل مميت، يقودها في النهاية إلى حتفها ويتم توضيح فكرة البطل المأساوي هذه من خلال استخدام الغيرة، وهي واحدة من مختلف الموضوعات البارزة الموجودة في عُطيل.

### العنصرية
«كانت تمثيلات عصر النهضة للمور غامضة ومتنوعة وغير متسقة ومتناقضة. وكما أكد النقاد، فإن مصطلح» مور«يشير إلى الأشخاص ذوي البشرة الداكنة بشكل عام، يستخدم بالتبادل مع مصطلحات مثل»الأفريقية"، " الصومال"، "إثيوبي"، "نيجيري"، "عرب"، "بربر «، وحتى»هندي «لتعيين شخصية من أفريقيا (أو ما وراءها).»
يستخدم ياغو مصطلح كلمة بربري مرتين في المسرحية وذلك للإشارة إلى عُطيل، في إشارة واضحة إلى الساحل البربري الذي يسكنه سكان المغرب. يصف روديريغو عُطيل بمصطلح (the thick-lips) والذي يشير بها إلى صفات السكان في أفريقيا في جنوب الصحراء الكبرى، هذه التعليقات تهدف جميعها إلى إهانة شخصية عُطيل.
ومع ذلك كتب جيوتسنا سينغ أن معارضة برابانتيو لزواج ديدمونة من عُطيل القائد العسكري ذو السمعة الطيبة لا يمكن أن يكون له سبب إلا من الناحية العرقية، وقد استشهد بالمشهد الذي يتهم فيه برابانتيو عُطيل باستخدام السحر لجعل ابنته تقع في حبه قائلاً «أنه من غير الطبيعي» أن ترغب ديدمونة في حضن عُطيل «المتسخ»
جادل سينغ بأنه نظرًا لأن الأشخاص ذوي البشرة الداكنة شائعون في منطقة البحر الأبيض المتوسط، فإن سيناتور البندقية برابانتيو يعارض زواج ديدمونة من عُطيل لمجرد كونه من تلك المنطقة.

### التلاعب والخداع

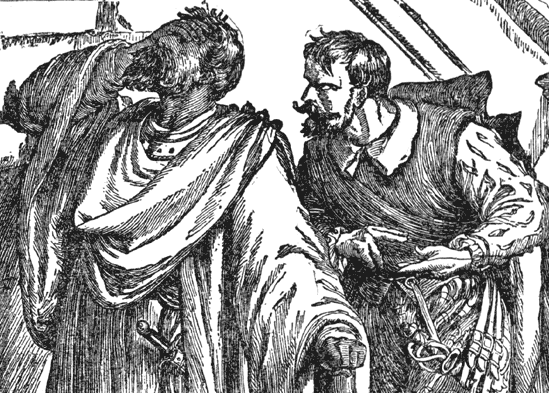
صورة تظهر خداع ياغو لعُطيل وإدخال الشك في قلبه

خلال فصول المسرحية الخمس تتجلى قدرة المخادع ياغو على استغلال أبسط المواقف واستخدامها بما يخدم أهدافه لتحقيق مصالحه الشخصية، حيث نرى أن ياغو قادر على تحريف المعلومات وخلق إحساس زائف بالواقع يقنع عُطيل بالاعتقاد بأن ديدمونة تخونه فعليًا، على الرغم من أنه لا يمتلك دليلًا حقيقيًا.
حيث أن ياغو كان مقرّبًا من عُطيل ويعرف جميع أسراره لذا عرَف بأنّه أهدى ديدمونة منديلًا كان قد ورثه عن أمّه التي ورثته عن أمّها فطلب من زوجته مساعدته في سرقة المنديل دون أن تعرف ما يضمره. ألقى ياغو المنديل في غرفة أحد الجنود والذي يدعى كاسيو ثمَّ أخبر عُطيل بأنّه بات عنده في الليلة الماضية وسمعه يحلم بديدمونة ورأى المنديل معه. يطلب عُطيل المنديل من ديدمونة لتكتشف هي بأنّها فقدته مع أنّها كانت تحتفظ به في مكانٍ آمن ليقوم عُطيل بخنقها وبعد أن تعترف زوجة ياغو بفعلتها يندم عُطيل أشدَّ الندم فيقوم بقتل نفسه لتنتهي قصّة الحبّ هذه نهايةً مأساوية موت فيها الخير ويبقى الشر.

### الخيانة
في الفصل الثالث، فنرى عُطيل وياغو في غرفة العرش ونسمع ياغو يتحدث عن دليل العلاقة المحرمة بين ديدمونة وكاسيو، ويعد عُطيل بإحضار كاسيو والحديث إليه، بينما يكون عُطيل مختبئاً ليسمع الحوار. تدخل ديدمونة وتعيد إلى زوجها رجاءها أن يرجع كاسيو إلى وظيفته. يجيبها بأنه لا يزال يشكو من الصداع، ويسألها أن تربط ذلك المنديل حول رأسه فتقول إنها فقدته. فيؤمن بأن زوجته تخونه فيغني متحسراً على قدره، ويدعو زوجته بالمخادعة فتجثو على ركبتيها مؤكدة حبها الطاهر له في أغنية. لكن عُطيل يبعدها بقسوة، يصرخ ياغو فور وصول كاسيو فيختبئ عُطيل. يدخل ياغو وكاسيو فيطلب ياغو من كاسيو سرد قصصه العاطفية مع تلك المرأة. يبلغ ياغو عُطيل الغاضب، أن الليلة وقت ثأره وانه كلف صديقه رودريغو بقتل كاسيو الخائن. وتُسمع من خارج القلعة صيحات الناس مهللة لعُطيل.

## عروض المسرحية عبر التاريخ

### في العصر القديم
كان الأدب دائماً مصدر إلهام للأوبرا، وشكسبير أحد أهم المصادر التي ألهمت العديد من المؤلفين الموسيقيين منذ القرن السابع عشر. إذ استوحى المؤلف هنري برسل عمله الأوبرالي «ملكة الجنيّات» من مسرحية «حلم منتصف ليلة صيف».
كما اشتهر المؤلف الإيطالي جوزيبي فيردي بإعجابه العميق بالدراما الشكسبيرية لما تملكه من جزالة وقوة وعمق انساني، ولكونها تحقق مفهومه عن العمل الفني الشامل، وخصوصاً أوبرا عُطيل بسبب مأساويتها غير المعقدة والملائمة تماماً للمسرح الموسيقي. وهي أوبرا حاول فيردي، بتقانة أن يعكس فيها روحية النص: الغيرة والحقد والشك.

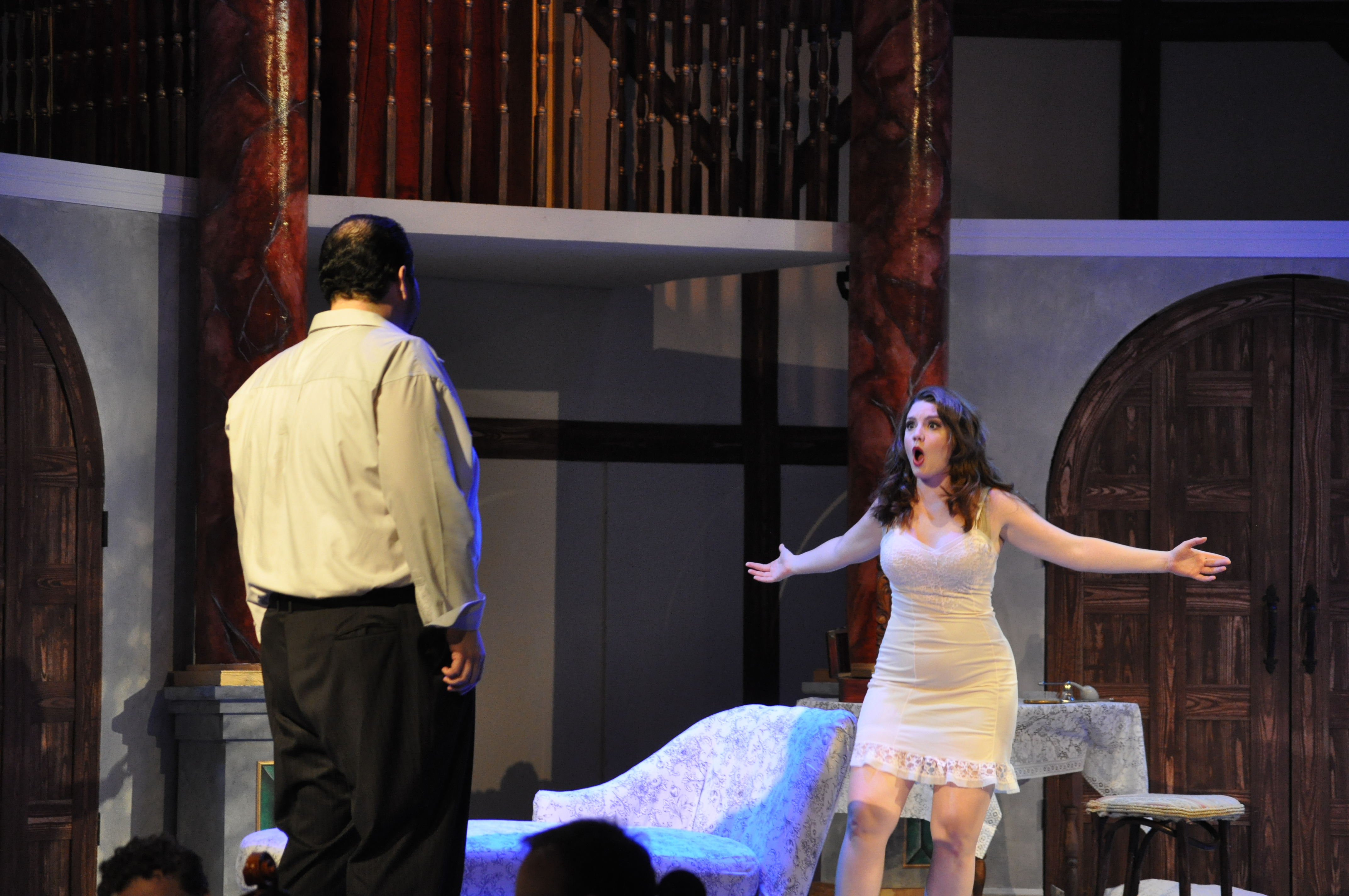
نسخة الأوبرا السينمائية في عام 1986

تكلم شكسبير في رائعته عُطيل عن آلام الشكوك الخطيرة وصورها بالسموم التي يصعب تذوقها في البداية لكن عندما تبدأ في التسرب للدم تجعل الإنسان بلا عقل. وأعاد أريجو بواتو صياغتها لتكون نصاً مناسباً للأوبرا.
وقدمه إلى العبقري فيردي الذي أنجز العمل الاوبرالي وهو في الرابعة والسبعين من عمره، بعد توقف عن الكتابة دام 16 (توضيح) عاماً، فعرض العمل، للمرة الأولى، في فبراير، على خشبة أوبرا لاسكالا 1887، حيث قوبل بنجاح كبير وبتصفيق حاد من الجمهور.
مخطط قصة الأوبرا شديد الشبه بتراجيديا عُطيل الشكسبيرية. فأحداثها تدور في أواخر القرن الخامس عشر. إذ يهدد الأتراك سيادة حكومة البندقية في البحر الأبيض المتوسط، حين شنوا هجوماً على جزيرة قبرص التابعة للحكم البندقي. فأرسل دوق البندقية أسطولاً بقيادة حاكم قبرص الجنرال الاستثنائي عُطيل. وتتحدث الأوبرا عن الآثار السيئة للغيرة العمياء في أربعة فصول.

أما في التشكيل، يوجد في الفنون التشكيلية الكثير من اللوحات التي صورت مأساة عُطيل، مثل لوحة الرسام الإنجليزي توماس ستوزارد عام 1820.

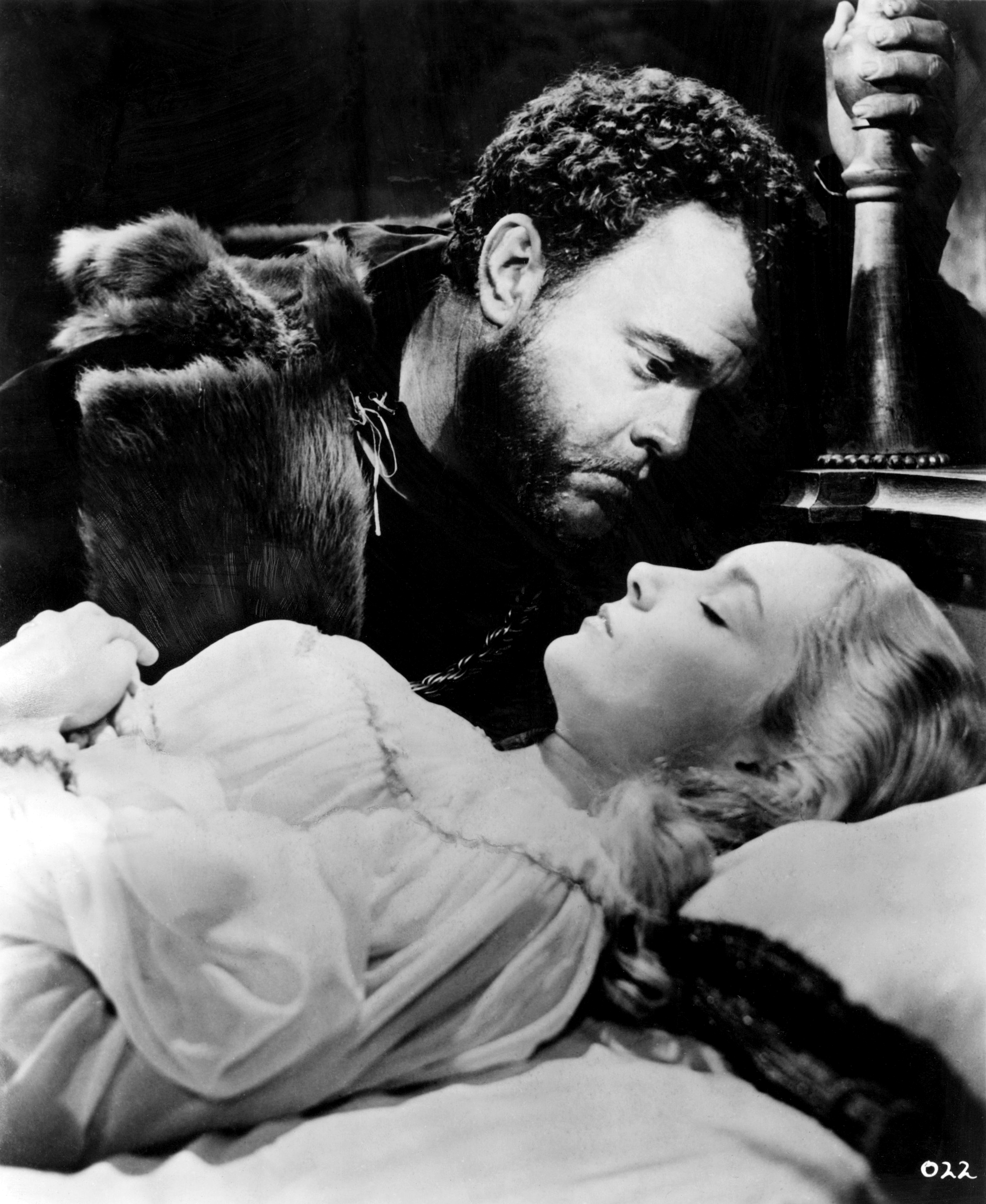
فيلم عُطيل من إخراج وبطولة اورسن ويلز عام 1952

### في العصر الحديث
أهم عمل مسرحي لتمثل مسرحية عُطيل كان في عام 1943 في مسرح مارغريت ويبستر الأميركي وقد قام الممثل بول روبنسون بتجسيد شخصية عُطيل، ما يميز هذا الإنتاج من المسرحية أنها تعتبر أول مسرحية في أميركا قام بدور البطولة ممثل ذو بشرة داكنة ضمن طاقم عمل أبيض اللون، وقد تم أداء هذه المسرحية على خشبة المسرح 296 مرة وهذا تقريباً ضعف عدد المرات لمسرحيات شكسبير التي تم تمثيلها على مسرح برودواي ولكن لم يتم تصويرها سينمائياً.

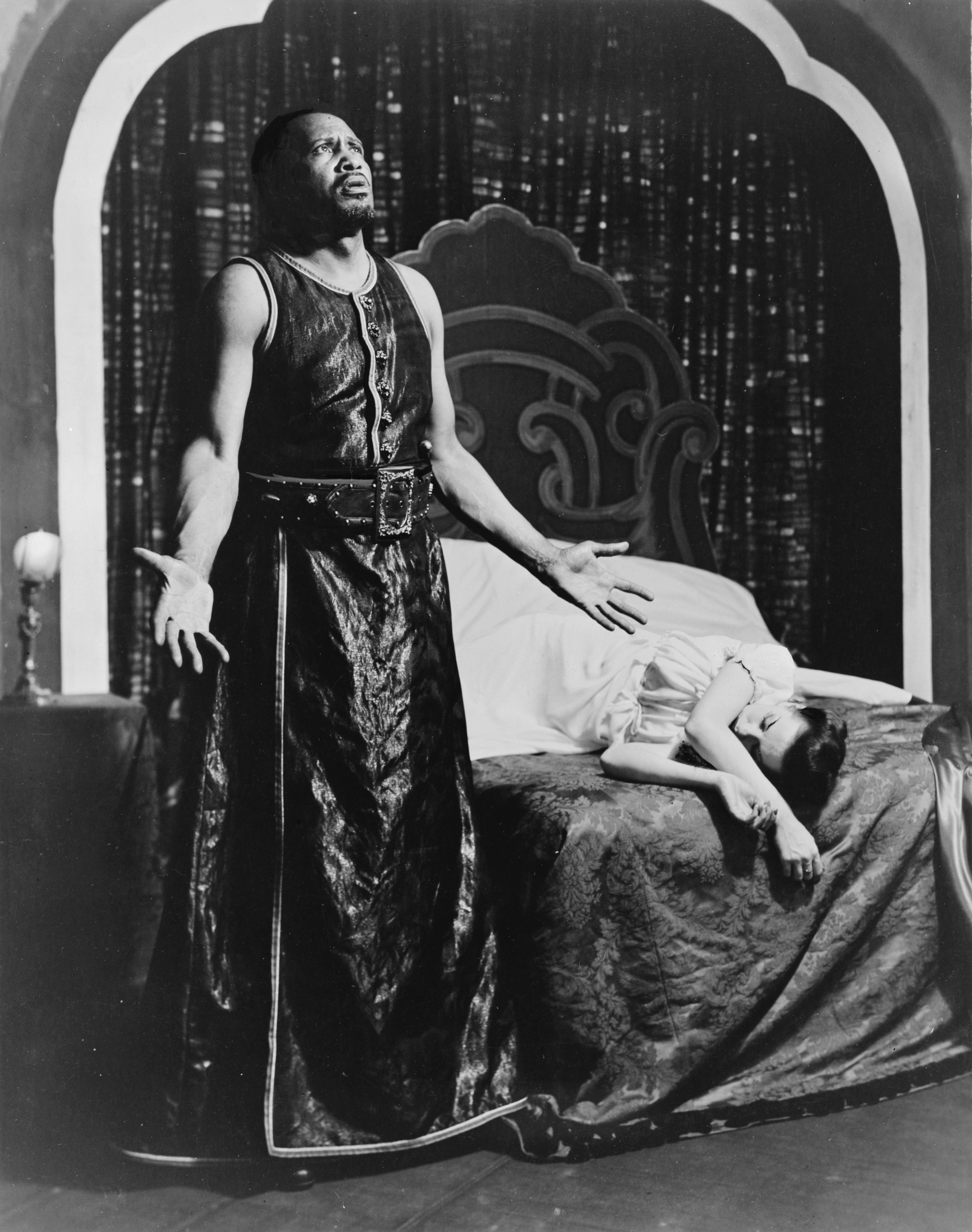
مسرحية عُطيل كان في عام 1943 في مسرح مارغريت ويبستر الأميركي

أما في عام 1986 فقد صدرت نسخة الأوبرا السينمائية الجميلة للعمل وقد قام بإخراجها الإيطالي الشهير فرانكو زيفريللي.
في السينما قدمت مأساة عُطيل في الكثير من الأفلام، بينها فيلم (عُطيل)، من إخراج وبطولة أورسن ويلز عام 1952. وفي عام 1995 قدم المخرج الأميركي اوليفيه باركر، فيلم (عُطيل) برؤية حديثة متميزة، وقد أخرج المخرج الإنجليزي جيفري ساكس عام 2001 فيلم عُطيل بنسخته الحديثة.

## وصلات خارجية
- عطيل على موقع الموسوعة البريطانية (الإنجليزية)
- ترجمة لرواية عطيل على موقع مؤسسة هنداوي للتعليم والثقافة